# Río Boopi
El Boopi es un río boliviano que forma parte de la cuenca del río Beni, formado por la confluencia de los ríos La Paz y Tamampaya, recorre 110 km en dirección noreste hasta confluir en el río Alto Beni.